# Gallaba eugraphes
Gallaba eugraphes är en fjärilsart som beskrevs av Turner 1922. Gallaba eugraphes ingår i släktet Gallaba och familjen tandspinnare. Inga underarter finns listade i Catalogue of Life.